# Kelly Cheng
Kelly Cheng (* 18. September 1995 als Kelly Claes in Placentia, Kalifornien) ist eine US-amerikanische Beachvolleyballspielerin. 2023 wurde sie Weltmeisterin.

## Karriere
Claes spielte während ihrer Zeit an der El Dorado High School in Fullerton und an der California State University, Long Beach zunächst Volleyball in der Halle. Dann lernte sie jedoch Sara Hughes an der University of Southern California kennen und bildete mit ihr ein Beachvolleyball-Duo.
2013 gewannen Hughes/Claes bei der U19-WM in Porto durch einen Sieg gegen die Deutschen Schneider/Schreiber die Bronzemedaille. Bei der U21-WM in Larnaka erreichten sie 2014 ebenfalls den dritten Platz. Außerdem kamen sie beim NORCECA-Turnier in Puerto Rico ins Finale. 2015 belegten Hughes/Claes bei den AVP-Turnieren in New York City und Manhattan Beach den dritten und neunten Rang und beim NORCECA-Turnier in North Bay ebenfalls den dritten Platz. Beim Grand Slam in Long Beach nahmen sie erstmals an einem Turnier der FIVB World Tour teil. Danach gewannen sie das NORCECA-Turnier in Varadero.
Bei den AVP-Turnieren 2016 in New York und San Francisco mussten sich Hughes/Claes jeweils Ross/Walsh geschlagen geben und wurden Dritte und Zweite. Anschließend gewannen sie das NORCECA-Turnier in North Bay und die World University Games in Estland. Nach einem 17. Platz beim Major-Turnier der World Tour 2016 in Klagenfurt gelang ihnen in Puerto Rico ein weiterer Turniersieg. Sie beendeten das Jahr mit einem neunten Rang beim Grand Slam in Long Beach. Anfang 2017 spielte Claes beim Fünf-Sterne-Turnier der World Tour in Fort Lauderdale ausnahmsweise mit Kelly Reeves, da eine Teilnahme mit ihrer regulären Partnerin nicht möglich gewesen wäre. Danach waren Hughes/Claes jedoch wieder vereint und erreichte in der FIVB-Serie unter anderem zwei fünfte Plätze in Rio de Janeiro und Poreč. Bei den AVP-Turnieren in New York und Seattle wurden sie Siebte und Neunte. Ebenfalls den neunten Rang belegten sie beim Fünf-Sterne-Turnier der World Tour in Gstaad. Bei der Weltmeisterschaft in Wien erreichten Hughes/Claes das Achtelfinale, in dem sie gegen die späteren Weltmeisterinnen Ludwig/Walkenhorst ausschieden.
2018 war Brittany Hochevar Claes’ Partnerin. Gleich bei ihrem ersten gemeinsamen Auftritt beim 4-Sterne-Turnier der World Tour in Xiamen erreichten Claes/Hochevar das Finale, in dem sie gegen die Kanadierinnen Humana-Paredes/Pavan verloren. Seit Ende 2018 bildete Claes ein neues Duo mit Sarah Sponcil. Beim 4-Sterne-Turnier der World Tour in Den Haag verloren Claes/Sponcil Anfang 2019 im Finale gegen die Brasilianerinnen Ana Patrícia / Rebecca. Im weiteren Verlauf der Saison hatten sie zahlreiche Top-Ten-Platzierungen und landeten im Juli in Espinho erneut auf Platz zwei. Bei der WM 2019 in Hamburg belegten sie Platz neun.
Nach der Spielpause 2020 wegen der COVID-19-Pandemie kletterten Claes/Sponcil 2021 nach zwei Siegen bei den 4-Sterne-Turnieren in Sotschi und Ostrava in der Weltrangliste auf Platz fünf. Im selben Jahr belegte das Duo bei den Olympischen Spielen in Tokio Platz neun. Beim World Tour Finale in Cagliari erreichten Claes/Sponcil Platz fünf. Ende 2021 heiratete Claes ihren Trainer Jordan Cheng.
2022 spielte Cheng zusammen mit Betsi Flint. Bei den Elite16-Turnieren der World Beach Pro Tour erreichten Flint/Cheng in Rosarito Platz vier und in Jūrmala Platz neun. Bei der Weltmeisterschaft in Rom erreichten sie als Gruppenzweite die Hauptrunde, in der sie gegen das deutsche Duo Karla Borger / Julia Sude ausschieden. Anschließend feierten sie mit dem Sieg beim Elite16-Turnier in Hamburg ihren größten Erfolg.
Seit November 2022 startete Cheng wieder an der Seite ihrer früheren Partnerin Sara Hughes. Hughes/Cheng gewannen im australischen Torquay sowohl das Challenge-Turnier als auch das anschließende Elite16-Turnier. Im Januar 2023 gewannen sie in Doha das „The Final 2022“. Auf den Elite16-Turnieren der World Beach Pro Tour 2023 erreichten Hughes/Cheng ausnahmslos Top-Ten-Platzierungen, dabei herausragend ein Sieg in Tepic sowie ein zweiter Platz in Gstaad. Auf der AVP Tour standen sie 2023 ausschließlich auf dem Treppchen, darunter Siege bei den Open-Turnieren in New Orleans und in Huntington Beach. Im Oktober wurden Hughes/Cheng in Tlaxcala Weltmeisterinnen. Beim World Pro Tour Finale 2023 in Doha belegten sie den neunten Platz. 
Im März 2024 wurden Hughes/Cheng beim Elite16 in Doha Dritte. Genau ein Vierteljahr später gelang ihnen nach einem Drei-Satz-Erfolg gegen Melissa / Brandie im Endspiel in Ostrava der erste Turniersieg des Jahres. Bei den Olympischen Spielen gewannen sie ihre Vorrundengruppe ohne Satzverlust. Danach benötigten sie drei Durchgänge, um Gottardi / Menegatti zu schlagen. Im Viertelfinale wurden sie von Hüberli / Brunner besiegt und belegten so im Endklassement den geteilten fünften Rang.
Da Hughes wegen einer Fußverletzung ausfiel, spielt Cheng 2025 zusammen mit Molly Shaw. Auf der World Pro Tour 2025 erreichten Cheng/Shaw bei den ersten Elite16-Turnieren im mexikanischen Quintana Roo sowie im brasilianischen Saquarema jeweils den vierten Platz.